# Osvaldo Riva (calciatore)
Osvaldo Riva (Cesena, 1º settembre 1937 – Longiano, 11 giugno 2020) è stato un calciatore italiano, di ruolo terzino, stopper o mediano.

## Carriera
Cresce calcisticamente nel Cesena che in quel periodo militava nel campionato di Promozione regionale. Conquistata la IV Serie con Renato Lucchi allenatore, Riva giocò nel campionato 1958-59 in questa categoria, l'anno dopo la stessa si trasformò in Serie D e il Cesena - diretto prima da Giuseppe Matassoni e poi da Renzo Burini, vinse il campionato venendo promosso in Serie C.
Sull'emergente difensore cesenate mise gli occhi Paolo Mazza che lo acquistò per la sua SPAL nel tentativo di trovare un giovane che potesse far coppia con Bozzao e non fa rimpiangere Picchi. A Ferrara in molti storsero il naso per la soluzione ritenuta debole per una squadra che l'anno prima era arrivata quinta, ma Riva, fin dal suo esordio in Serie A, in un pareggio contro il Padova il 25 settembre 1960, dimostrò che il mago di campagna non si era sbagliato ed anche quando arrivò Rota o venne utilizzato l'ex interista Valadè, Riva continuò a giocare, venendo spostato dall'allenatore Luigi Ferrero al centro, come stopper o lateralmente come mediano.
Jolly tuttofare autentico - in un'epoca in cui non si sostituiva il portiere nemmeno in caso di infortunio o espulsione, Riva era il calciatore destinato a prenderne il posto davanti a questa emergenza - giocò 115 gare in quattro campionati nella massima serie con i biancoazzurri. Nel campionato Campionato 1963-64 subì due infortuni che risultarono determinanti per il prosieguo della sua carriera, in particolare quello di Genova il 29 marzo del 1964 contro la Sampdoria. La stagione successiva, retrocessa la SPAL in Serie B, venne saltuariamente impiegato prima come libero - a seguito dell'infortunio di Cervato - poi, dopo l'arrivo di Balleri e la definitiva consacrazione di Bertuccioli e Moretti fu impiegato a centrocampo, disputando a Monza l'11 aprile 1965, la sua ultima gara fra i professionisti.
Avviatosi ad un precoce declino per i suoi malanni fisici, Riva scese in campo tra i dilettanti in Romagna, dove tornò, per un po' di tempo per uscire poi definitivamente dal mondo del calcio.
Nonostante le sue 123 gare disputate con la SPAL, Riva non ha mai trovato la via della rete.